# Bloc Québécois
El Bloc Quebequès (en francès Bloc Québécois) és un partit que es presenta a les eleccions federals canadenques, únicament a la província del Quebec. Està a favor de la independència del Quebec i de la socialdemocràcia. La primera missió del Bloc és establir les condicions necessàries per a la realització de la sobirania del Quebec, defensant alhora els interessos dels quebequesos al Parlament canadenc.

## Història
Es va fundar l'any 1991 i sempre ha estat el partit amb més escons al Quebec, amb l'excepció de les eleccions federals de 2011.
El 28 de novembre de 2005 votà a favor d'una moció de confiança amb el Partit Conservador del Canadà i el Nou Partit Democràtic fent caure el govern liberal de Paul Martin.
A les eleccions federals de 2011 va ser fortament derrotat, quadant amb 4 escons a la Cambra dels Comuns i provocant la dimissió del seu líder Gilles Duceppe i l'elecció de Daniel Paillé com a successor. Amb aquests resultats va perdre el seu estatut de partit oficial a la Cambra dels Comuns que garanteix un pressupost per a investigació i el dret a la paraula mínim. En les eleccions legislatives de 2015 el Bloc aconseguí 10 escons però no arribà als 12 escons mínims per a ser considerat partit oficial.
L'única candidata a la posició, Martine Ouellet va ser aclamada oficialment com a líder del partit el 18 de març de 2017, però a finals de febrer de 2018 set dels seus 10 diputats van dimitir per l'estil de lideratge de Ouellet, que va perdre un vot de confiança pel lideratge del Bloc l'11 de juny, que va assumir interinament Mario Beaulieu mentre Yves Perron fou nomenat president nacional després d'un acord entre representants de les diferents tendències del partit per posar fi a la crisi que sacsejava l'organització. Finalment Yves-François Blanchet es a convertir en el nou líder del partit el 17 de gener de 2019.

## Resultats electorals
| 1993 | Lucien Bouchard        | 1,846,024 | 13.5 | 54 / 295 | 2n   | 44 | Oposició |
| 1997 | Gilles Duceppe         | 1,385,821 | 10.7 | 44 / 301 | 3r   | 10 | Oposició |
| 2000 | Gilles Duceppe         | 1,377,727 | 10.7 | 38 / 301 | = 3r | 6  | Oposició |
| 2004 | Gilles Duceppe         | 1,680,109 | 12.4 | 54 / 308 | = 3r | 16 | Oposició |
| 2006 | Gilles Duceppe         | 1,553,201 | 10.5 | 51 / 308 | = 3r | 3  | Oposició |
| 2008 | Gilles Duceppe         | 1,379,628 | 10.0 | 49 / 308 | = 3r | 2  | Oposició |
| 2011 | Gilles Duceppe         | 889,788   | 6.0  | 4 / 308  | 4t   | 45 | Oposició |
| 2015 | Gilles Duceppe         | 818,652   | 4.7  | 10 / 338 | = 4t | 6  | Oposició |
| 2019 | Yves-François Blanchet | 1,387,030 | 7.6  | 32 / 338 | 3r   | 22 | Oposició |
| 2021 | Yves-François Blanchet | 1,301,598 | 7.6  | 32 / 338 | = 3r | =  | Oposició |